# 西班牙贖世主會四川福傳史
來自西班牙的贖世主會傳教士曾於1934至1952年間在四川省傳播天主教信仰。四川是贖世主會教士在華的第一個永久傳教駐地，他們主要活躍於成都宗座代牧區和甯遠宗座代牧區。

## 背景

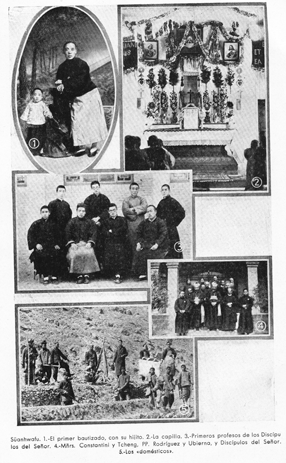
西班牙贖世主會在河北宣化代牧區的事工圖集

贖世主會西班牙教省（Provincia Española de la Congregación del Santísimo Redentor）於1920年代期間應教宗庇護十一世之邀前往河北省宣化宗座代牧區的主徒會協助義大利教士剛恆毅作事工。
1928年2月，西班牙教省委派羅理格、何塞·莫蘭·潘和塞貢多·貝拉斯科·阿林納 三名傳教士前往華北地區，他們於同年4月9日抵達北京。
襄助主徒會事畢之後，他們開始在河南省西平縣傳道。由於當地居住條件惡劣，其中兩名教士在兩天內相繼逝世，包括塞貢多·貝拉斯科。為塡補空缺，教會派遣來自瓦倫西亞地區的畢生德·貝倫克·埃斯特班前往傳教區。
他們在西平傳教五年，有500人受洗接受天主教。期間畢生德·貝倫克和另一名教士於1930年被派往時屬廣州法租界的沙面島，他們稱其為「天堂小島」。但好景不常，兩年後他們受命返回西平。

## 四川福傳

### 初期
1934年，西班牙贖世主會傳教團在地處西南內陸的四川省省會成都市尋得落腳點。相較於其他各省，該地區在當時教徒眾多，冬季也不比北方嚴寒。此外，傳教團還在成都尋得一間環境舒適的住處。他們於1934年4月24日置辦教產，成都成為贖世主會在華的第一個永久傳教駐地。他們當時主要居住在羊市巷，位於今青羊區西御河街道轄下的羊市街社區。
傳教團在寫給西班牙教省會長何塞·馬奇涅納的信中表示對四川福傳更有信心，因為他們親眼目睹了當地教徒對信仰的虔誠和投入。比如每個週日信徒都會在教堂待上一整天，除非教堂關門他們絕不離開。在神職人員和父母的教導下，堂區孩童的信仰也很堅固。傳教團沿用在歐洲的宣教模式，幾次佈道的參與人數都很可觀，令佈道員對教徒的熱心感到欣慰。對南星耀和畢生德·貝倫克·埃斯特班而言，最令他們印象深刻的是數名信徒在作告解後將煙槍交予神父，以此表明決心戒除鴉片。
成都代牧區的宗教生活基本保持上述模式，一直持續到1952年傳教團被驅逐出境為止。1934年年末，傳教團對半年以來的福傳成果總結為「很令人滿意」。這期間他們佈道24次，為神職人員、修會人員和神學生避靜13次。

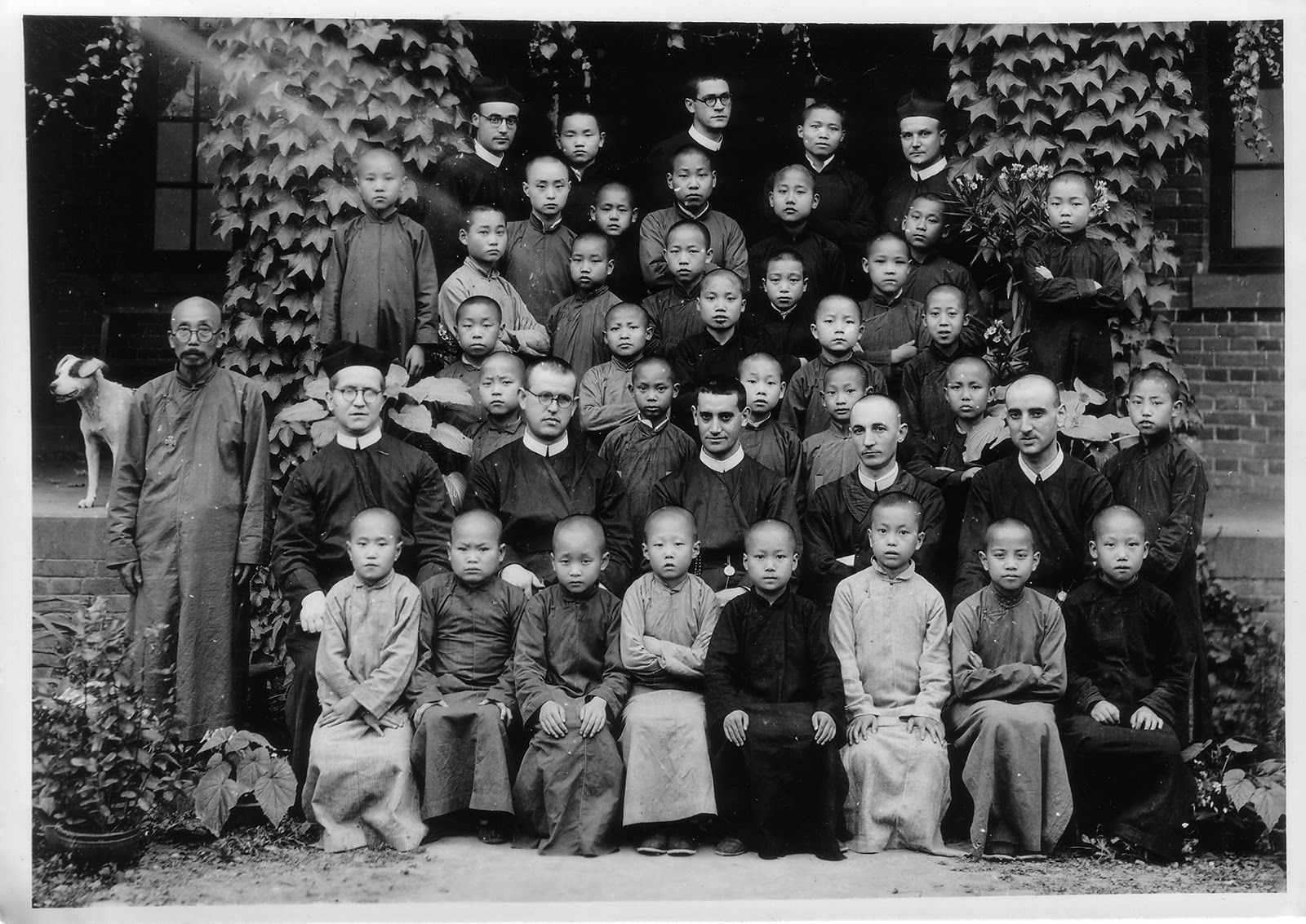
西班牙贖世主會教士與小修院神學生合影，於河南西平或四川成都？

成都福傳進展順利，傳教團於1935年9月開辦了一家小修院（即初級神學院）。西班牙贖世主會稱這種小修院為，該詞源自拉丁文，意為「青年」；稱入讀這種小修院的神學生為。新開的小修院迎來了十三名，其中兩名出自天主教世家，其餘均為新進教成員。何塞·佩德雷羅擔任修院教授，南星耀和來自加利西亞地區的田春耕擔任助教。
福傳工作擴展至位於四川西南部諾蘇州的甯遠代牧區，時任代牧是法國籍教士包明揚。1938年，諾蘇州首府西昌縣成為贖世主會的第二個永久傳教駐地。西昌縣滿清時隸屬甯遠府，當時則屬西康省境內，和西藏東部接壤。山繆·博蘭在〈贖世主會與中國福傳〉一文中寫道：「西昌在田春耕神父心中佔有特殊地位，他在華的大部份時間都是在西昌度過。每當他提筆書寫在西昌的歲月，他都會感動得甚至有點欣喜若狂。」

### 贖世主會中華副教省
成都和西昌兩地的贖世主會後來發展成贖世主會中華副教省，何塞·佩德雷羅擔任會長。同時在西昌的教會開始接手培養神父的職責。為了實施該計劃，兩名神學生從西班牙被派往傳教區。其中一位是田春耕的弟弟何塞·坎波斯·羅德里奎茲。
1937年爆發的第二次中日戰爭對傳教團影響不小。與歐洲總會的溝通幾乎被完全切斷，只有零星的信件和訊息抵達西班牙，一度在當地引起焦慮。1942年，佩德雷羅會長透過英國駐重慶大使薛穆報告了教省狀況。成都是日本轟炸的焦點，有時炸彈剛好落在贖世主會會館附近。1941年的一個晚上，該市的死亡人數估計為12,000人。成都代牧駱書雅關閉了巴黎外方傳教會的大小修院（神學院），贖世主會也被迫解散了成都和西昌的小修院。直到美國人參戰後，情況才開始好轉。
在此期間，南星耀結識了駐漢州福音堂的英國聖公會傳教士董宜篤之女董育德，她對基督教新教差會在成都開辦的華西協合大學校園內的宗教生活甚為不滿。1942年，南星耀到協合大學拜訪董育德，並借給她一些關於天主教的書籍。次年她改宗天主教，於成都聖母無染原罪主教座堂受洗。
第二次世界大戰結束後，中國又陷入國共內戰的動蕩局面。衝突初期，隨著共產黨加強對華北地區的控制，中國經歷了一段恐怖時期。田春耕將1945至1948年描述為「暴力迫害」時期，並在1947至1948年之間的「血腥冬季」達到高峰。到1948年中期，田春耕記述道，共產黨似乎變得比以前「寬容」，暴力野蠻行徑有所緩解。山繆·博蘭認為，「說毛澤東政權是一個寬容的時代，未免太仁慈了。特別是，新近崛起的共產中國對教會相當敵視。」1947年，因共產黨的迫害，席德懋被迫放棄了在四川的傳教工作。他遠走墨西哥，之後輾轉到瓜地馬拉，1955年被任命為贖世主會中美洲副教省會長。

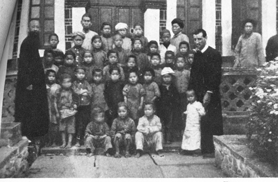
赫瑪類和教理班學生合影

赫瑪類大約在這個時期被任命為中華副教省會長。他於1930年22歲時晉鐸成為神父，隨即前往英格蘭學習英文，1931年加入在河南省的西平傳教團，1933年11月轉移到成都。在川省首府，除了常規的傳教工作外，他還負責管理新進教士，並成為時任會長佩德雷羅的顧問。1934年春，以贖世主會創辦人亞豐索·利古里的傳教模式為基礎指引，他和席德懋數次參與區域傳教活動。對於如何鞏固贖世主會在中國的發展，赫瑪類在1940年的個人記述中描述了傳教團在這個問題上所面臨的困境。他於1941年返回西班牙，同年在格拉納達永援聖母朝聖堂創辦贖世主會瑪利亞女子平信徒協會，作為四川傳教團的後援，同時藉巡迴佈道會在西班牙各地講述傳教情況。1948年12月17日赫瑪類回到成都。
繼成都和西昌之後，1947年贖世主會在北京成立了第三個傳教站，但只持續到1948年11月底就被迫關閉。成都和西昌的傳教工作相對樂觀。田春耕在他的著作中述及1949年時成都傳教團的活力。他應會長赫瑪類的邀請前往成都，兩人一同參與在市郊開展的傳教活動。該次傳教成果被描述為「非常出色」。不過當時隨著共產主義威脅的加劇，許多宗教人士已經離開成都。四川的兩個傳教團也即將消失在共產政權的統治下。

### 尾聲
1950年，共產黨軍隊進入四川，他們承諾「一個幸福的新時代即將來臨，血腥冬季的恐怖已成為過去。」最初的幾個月看似平靜，直到1951年，赫瑪類成為共產黨憎恨的目標。原因是他在贖世主會小聖堂內佈道時，鼓勵信徒在即將到來的考驗中保持對信仰的堅定。當時同他一起傳教的還有剛巴諾和阿夫雷多·豐特斯兩名教士。豐特斯被判立即驅逐出境，另外兩人則被判入獄五個月。
赫瑪類在監獄中依亞豐索·利古里冥想模式記錄下內心反思。對剛巴諾來說，監禁期間的經歷也許更為嚴酷，因為可以聽見他在受審時劇烈的情緖爆發。此外，在一次批鬥會中，一個叛教的女人被帶進來指認剛巴諾的「罪行」，她「猛烈抨擊他，說他不適合當神父，甚至認為他根本不是人，連動物都不如，堪比畜牲」。她繼續表示到，「此人不應該留在我們當中，成都基督教團體請求政府為了教會利益將此人驅逐出境。」
10月24日，在監獄大院內召開了對赫瑪類和剛巴諾的審判會。次日，他們被判驅逐出境。二人啟程前往英屬香港，十六天後於11月9日抵達目的地。田春耕寫道：「在英屬香港，他們終於再次呼吸到自由的空氣。」田春耕和南星耀在離開四川後輾轉到葡屬澳門，二人於1955年9月在當地開辦了永援中英學校（今陳瑞祺永援中學），名稱取自永援聖母，贖世主會是該聖像的保管人。田春耕的弟弟何塞·坎波斯則於1951年前往墨西哥傳教。
1951年，聖母小昆仲會西昌會長喬岑·亞爾伯·李（姓氏「李」為音譯）的葬禮在西昌贖世主會小聖堂地下室祕密舉行。亞爾伯·李原是河北河間人，後定居四川西昌並成為甯遠教區的知名教會人物。1951年因拒絕共產主義被捕入獄並遭到酷刑折磨，三個月後被解放軍槍殺殉道。南星耀著有亞爾伯·李的生平傳記。
傳教團的「元老」成員羅理格在河南西平傳教結束後，就一直留在四川作事工。和他一起的還有何塞·米格萊斯（José Miguélez），也是自西平時期就加入傳教團的成員。和其他同工相比，他們沒有遭遇虐待監禁，但他們的房屋財產均被沒收。他們流落街頭數月，直到1952年年初獲准離開中國，與他們同行的還有一群瑪利亞方濟各傳教修會修女。經過三週的旅程，他們抵達中港邊境線上的羅湖橋。山繆·博蘭寫道：「羅理格神父很不情願地成為最後一個越過邊境的人。」
1952年5月6日，瑪弟亞神父（Father Matthias）和米伯鐸（Peter Mi，姓氏「米」為音譯）發下入會誓言，成為最早加入贖世主會的華裔成員。